# Sherlock Holmes in the Great Murder Mystery
Sherlock Holmes in the Great Murder Mystery er en amerikansk stumfilm fra 1908.